# Jerzy Młynarczyk

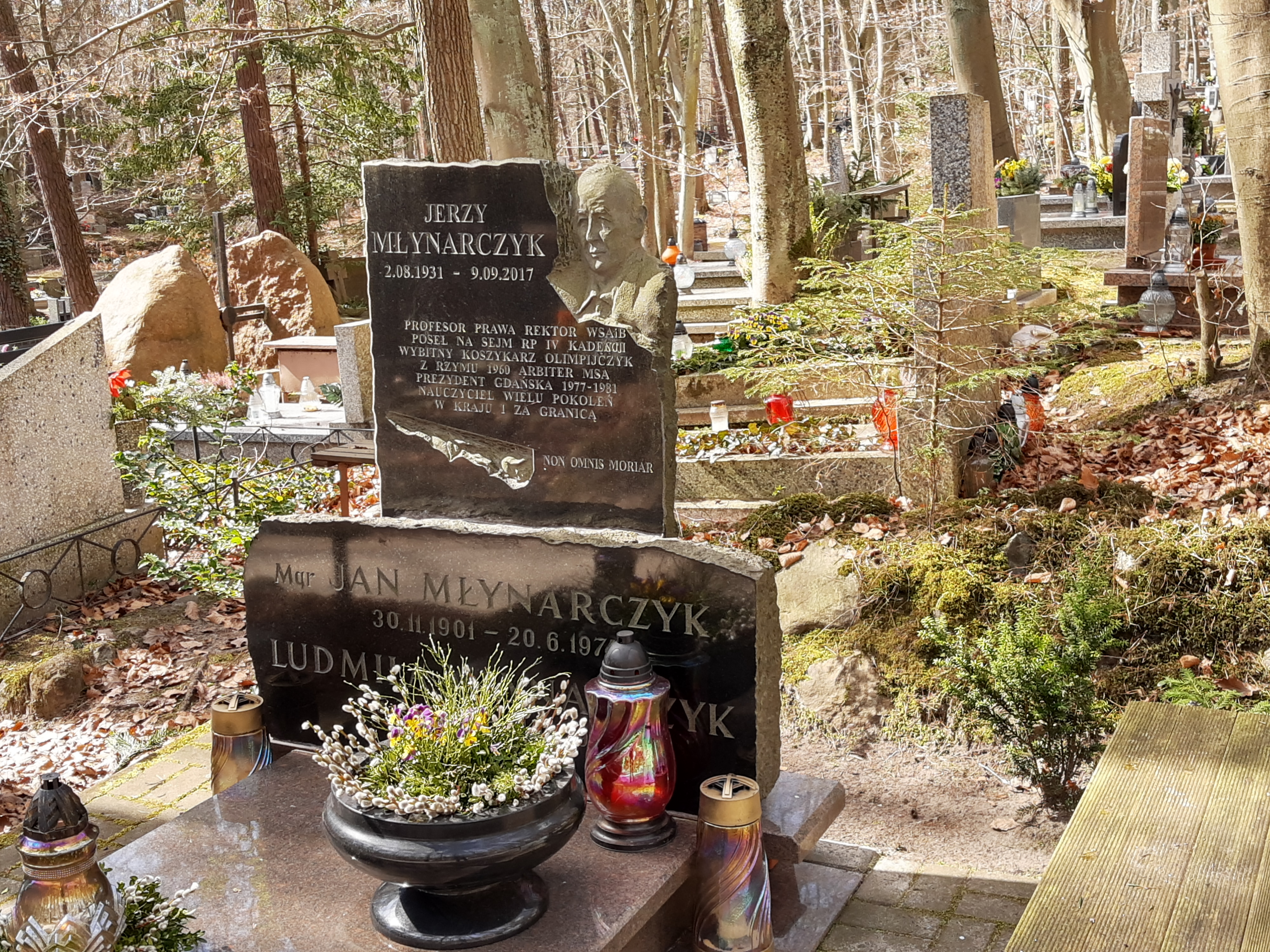
Grób Jerzego Młynarczyka na cmentarzu komunalnym w Sopocie

Jerzy Marian Młynarczyk (ur. 2 sierpnia 1931 w Wilnie, zm. 9 września 2017) – polski prawnik, nauczyciel akademicki, polityk oraz koszykarz, występujący na pozycji skrzydłowego, reprezentant kraju, olimpijczyk. Profesor nauk prawnych, prezydent Gdańska (1977–1981), poseł na Sejm IV kadencji (2001–2005).

## Życiorys

### Kariera koszykarska
W młodości uprawiał koszykówkę w barwach Warty Poznań (1950–1954), Lecha Poznań (1954–1960) i Wybrzeża Gdańsk (1960–1971). Mistrz Polski (1958) w zespole Lecha i wicemistrz kraju (1970) w drużynie Wybrzeża. 112 razy wystąpił w reprezentacji Polski w tej dyscyplinie, w tym w 1960 na Igrzyskach Olimpijskich w Rzymie. Czterokrotny uczestnik mistrzostw Europy: 1955 w Budapeszcie, 1957 w Sofii, 1959 w Stambule i 1961 w Belgradzie.
12 maja 1964 wziął udział w meczu Wybrzeże Gdańsk (71:117) All-Stars USA. W składzie reprezentacji gwiazd znajdowali się zawodnicy NBA: Bob Pettit (Hawks), Tom Heinsohn (Celtics), Bill Russell (Celtics), Oscar Robertson (Royals), Jerry Lucas (Royals) 16, Tom Gola (Knicks), Bob Cousy, K.C. Jones (Celtics). W spotkaniu tym zanotował 15 punktów.

#### Osiągnięcia
Klubowe
- Mistrz Polski (1958)
- Wicemistrz Polski (1970)
- Brązowy medalista mistrzostw Polski (1953, 1956, 1959, 1964, 1968)
- Uczestnik rozgrywek Pucharu Europy Mistrzów Krajowych (1959 – 3. miejsce)

Indywidualne
- Miejsca na liście strzelców (1957 – 6., 1960 – 7., 1961 – 10., 1963 – 9., 1964 – 7., 1965 – 3.)

Reprezentacja
- Uczestnik:
  - igrzysk olimpijskich (1960 – 7. miejsce)[3]
  - mistrzostw Europy (1957 – 7. miejsce, 1959 – 6. miejsce, 1961 – 9. miejsce)

### Działalność zawodowa i polityczna
W 1950 ukończył Państwowe Gimnazjum i Liceum im. Bolesława Chrobrego w Sopocie, a w 1954 studia na Wydziale Prawa Uniwersytetu im. Adama Mickiewicza. Początkowo pracował jako radca prawny. Uzyskał stopnie doktora i doktora habilitowanego nauk prawnych, a w 1998 tytuł profesora nauk prawnych. Od 1958 pracował w Wyższej Szkole Ekonomicznej w Sopocie, od 1970 był pracownikiem naukowym Wydziału Prawa i Administracji Uniwersytetu Gdańskiego. W latach 80. kierował Instytutem Morskim, był też wykładowcą Światowego Uniwersytetu Morskiego w Malmö. W latach 2006–2011 prowadził wykłady i seminaria z prawa cywilnego i postępowania cywilnego w Wyższej Szkole Zarządzania i Prawa im. Heleny Chodkowskiej w Warszawie, pełniąc równocześnie funkcję p.o. kierownika Katedry Prawa Prywatnego. Był również rektorem Wyższej Szkoły Administracji i Biznesu im. Eugeniusza Kwiatkowskiego w Gdyni i kierownikiem Katedry Administracji na tej uczelni. Specjalizował się w prawie morskim i międzynarodowym publicznym. Był przewodniczącym Polskiego Stowarzyszenia Prawa Morskiego. Opublikował kilkanaście książek i około 200 innych publikacji naukowych.
Od 1976 do rozwiązania należał do Polskiej Zjednoczonej Partii Robotniczej. W latach 1977–1981 pełnił funkcję prezydenta Gdańska. Sprawował też mandat posła na Sejm IV kadencji, wybranego w okręgu gdańskim z ramienia Sojuszu Lewicy Demokratycznej, pracował w Komisji Ustawodawczej. W 2004 przeszedł do klubu Socjaldemokracji Polskiej i kandydował bezskutecznie w wyborach w tym samym roku z jej listy do Parlamentu Europejskiego. W 2005 nie ubiegał się o reelekcję. W listopadzie 2012 został powołany przez Krajową Radę Radiofonii i Telewizji do rady programowej TVP Gdańsk.
Został pochowany na cmentarzu komunalnym w Sopocie (kwatera N2-A-6).

## Publikacje
- Elementy prawa cywilnego dla ekonomistów (1977)
- Umowa o budowę statku morskiego (1978)
- Prawo morskie (1998)

## Wyróżnienia
- Odznaka „Zasłużony Mistrz Sportu”
- Medal Kalos Kagathos